# Темирбай, Алмас Кажыбайулы
Алма́с Кажыбайулы Темирбай (22 января 1979, Ортак, Зерендинский район, Акмолинская область,  СССР) — казахский поэт, журналист и блогер, ранее — директор Акмолинского областного филиала Союза Писателей Казахстана.

## Биография
Родился в 1979 году в селе Ортак Зерендинского района Акмолинской области в Казахской ССР.
Получил образование в Казахском государственном университете им. Аль-Фараби на факультете журналистики и в Кокшетауском университете на факультете политологии. В данное время обучается в магистратуре по специальности «Государственное и местное управление» в университете А.Мырзахметова.
С 1995 года работал корреспондентом, обозревателем бывшей городской газеты «Кокшетау» (1995—2003 гг.), зам. главного редактора, главный редактором республиканской общественно-политической газеты «Алаш үні» (2003—2006 гг.), зав. отделом культуры и литературы областной газеты «Арқа ажары» (2006—2007), глав. редактор Акмолинского областного центра народного творчества (2008—2012). Исп. директор ТОО «Гранд-Кокшетау» (2015—2017), директор Акмолинского областного филиала Союза писателей Казахстана (2017—2018).
Алмас Темирбай хорошо известен казахским читателям как творческая личность, благодаря газетам, журналам, интернет-сайтам. Он победитель более 50-ти областных, республиканских и международных конкурсов.

## Hаграды
Алмас Темирбай обладатель премии имени Малика Габдуллина «Азаматтығы мен патриотизмі үшін» («За гражданственность и патриотизм») в номинации акима Акмолинской области «Ең үздік әдеби туынды» («За лучшее литературное произведение»). Дважды лауреат и обладатель Гран-при международного фестиваля творческой молодежи «Шабыт». Лауреат международного фестиваля «Поэзия Тюркского мира». Лауреат премии «Серпер» союза Молодежи Казахстана.
Лауреат государственной премии «Дарын» Правительства РК,
Лауреат премии «Фонда Первого Президента РК в области культуры и искусства»,
Лауреат премии Толегена Айбергенова,
Алмас Темирбай трижды стал обладателем президентской стипендии РК в области культуры.

## Творчество
Автор 6-ти книг:
- «Аллажар».
- «Жұмақ жұрт».
- «Автопортрет» .
- «Мың бір мұң».
- «Жекебатыр».
- «Самалтау».

Печатался в коллективных сборниках «Антология молодых поэтов Казахстана», «Струны души», «Весна Зеренды», «Молодое поколение», Энциклопедия «Писатели Казахстана», «Энциклопедия казахской литературы».
Является автором более 70 песен. На сценах Акмолинской и Казахстанской эстрады исполняются песни написанные на его слова. Некоторые произведения автора вошли в репертуар областной филармонии.
Член Союза Журналистов РК, Союза Писателей РК.
В 2008 году литератор-ученый, доктор филологических наук, доцент Нуртас Ахат написал монографию и издал книгу о жизни и творчестве Алмаса Темирбая — «Алаштың Алмас ақыны» (Алмас — казахский поэт как бриллиант).
Делегат республиканского съезда молодых поэтов-писателей, Конгресса молодежи Казахстана, республиканского форума молодых писателей. В 2008 году принимал участие в международном фестивале «Хазар ақшамдары» в городах Стамбул и Елазык в Турции, вернувшись оттуда со званием лауреата международного фестиваля «Поэзия Тюркского мира».
Стихи победителя вышеназванных значимых состязаний и конкурсов обладателя огромного таланта Алмаса Темирбая всегда отличаются чувством патриотизма к своей стране, своей земле, гражданственностью, чаруют и увлекают читателя за собой.